# Ludwik Garbowski
Ludwik Marcelian Garbowski, pseud. Z. Drzewosz (ur. 18 czerwca 1872 w Drzewoszkach Małych, zm. 11 czerwca 1954 w Bydgoszczy) – polski botanik i fitopatolog, encyklopedysta, wykładowca Szkoły Głównej Gospodarstwa Wiejskiego w Warszawie, wieloletni pracownik naukowy Instytutów Rolniczych w Bydgoszczy, członek Towarzystwa Naukowego Warszawskiego.

## Życiorys
Był synem Aleksandra, ziemianina, weterana powstania styczniowego, oraz Laury z Rutkowskich. Rodzina posiada szlachecki herb Sulima. W latach 1882–1892 uczęszczał do Gimnazjum Klasycznego w Piotrkowie Trybunalskim, następnie wyjechał na studia chemiczne do Rygi. Dyplom inżyniera chemika Ryskiej Politechniki uzyskał w 1899. Od czasu studiów pozostawał członkiem Korporacji Akademickiej Welecja.
Przez pewien czas pracował jako chemik w fabryce ultramaryny, farb i chemikaliów „J. Setzer i E. Werner” w Warszawie, potem w rolniczej stacji doświadczalnej w Chojnowie oraz na Akademii Rolniczej w Dublanach. Odbył w tym czasie studia w zakresie bakteriologii w Zakładzie Higieny Uniwersytetu Lwowskiego. Od 1905 studia kontynuował poza krajem – u botanika Edwarda Fischera na Uniwersytecie w Bernie, u mykologa i bakteriologa Alfreda Fischera na Uniwersytecie w Bazylei, u botanika Artura Meyera na Uniwersytecie w Marburgu. Na tej ostatniej uczelni uzyskał w 1907 dyplom doktora filozofii, po przedstawieniu rozprawy Über Abschwächung und Variabilität bei Bacillus luteus Smith et Baker und Bacillus tumescens Zopf. W latach 1907–1908 odbył jeszcze specjalistyczne studia z fitopatologii na Uniwersytecie w Monachium (u Carla von Tabeufa) i w tamtejszej Bawarskiej Stacji Rolniczo-Botanicznej.
Od stycznia 1909 był asystentem Zakładu Rolniczego Uniwersytetu Jagiellońskiego w Krakowie. W latach 1910–1912 pracował jako nauczyciel chemii, przyrody i towaroznawstwa w Szkole Handlowej w Mławie. Od lipca 1912 do stycznia 1913 kierował laboratorium mykologicznym w Doświadczalnej Stacji Badawczej Chorób Buraka Cukrowego w Smile w guberni kijowskiej, następnie do 1915 kierował Stacją Oceny Nasion przy warszawskim Muzeum Przemysłu i Rolnictwa; jego zasługą było unowocześnienie i rozbudowanie tej placówki. W okresie I wojny światowej kontynuował badania w zakresie mykologii i fitopatologii w Podolskim Towarzystwie Rolniczym w Winnicy (powstało w 1898), a następnie w Pomologicznej Stacji Doświadczalnej w Symferopolu na Krymie oraz w Laboratorium Biura Mikologicznego Ministerstwa Rolnictwa w Piotrogrodzie. Po odzyskaniu przez Polskę niepodległości w 1918 powrócił do Warszawy i podjął pracę w Ministerstwie Rolnictwa i Dóbr Państwowych. Wkrótce rozpoczął prowadzenie wykładów z fitopatologii w Szkole Głównej Gospodarstwa Wiejskiego, uzyskując tamże w 1922 habilitację.   
Od 1921 związany był z Instytutem Rolniczym w Bydgoszczy (placówka ta kilkakrotnie zmieniała nazwę: Państwowy Instytut Naukowo-Rolniczy, Państwowy Instytut Naukowy Gospodarstwa Wiejskiego Puławy-Bydgoszcz, Państwowy Instytut Naukowy Gospodarstwa Wiejskiego, Oddział w Bydgoszczy). Przez kilkanaście lat Garbowski kierował Wydziałem (Działem) Chorób Roślin, był też w latach 1927–1935 zastępcą dyrektora Instytutu. Zorganizował w Instytucie nowoczesne pracownie fitopatologiczne, dbał o podnoszenie kultury rolnej w Polsce zachodniej, popularyzował wiedzę rolniczą poprzez kursy oraz rozpowszechniał nowoczesne środki chemiczne i aparaturę do zwalczania szkodników roślin. Zainicjował wydawanie czasopism „Prace Wydziału Chorób Roślin Państwowego Instytutu Naukowo-Rolniczego w Bydgoszczy” (1926) i „Rocznik Ochrony Roślin Państwowego Instytutu Naukowego Gospodarstwa Wiejskiego” (1933). Po wybuchu II wojny światowej został zwolniony z pracy w Bydgoszczy i wyjechał do Puław, a ostatnie miesiące okupacji spędził w Skierniewicach. We wrześniu 1945 powrócił do Bydgoszczy i do pracy na stanowisku kierownika Wydziału Chorób Roślin. Razem z Andrzejem Michalskim stanął przed zadaniem zorganizowania niemal od podstaw zniszczonych pracowni. W 1951, mimo podeszłego wieku, objął kierownictwo Zespołu Fitopatologii Ogólnej Instytutu Ochrony Roślin w Bydgoszczy. Pełnił funkcję kierownika do końca życia. 
Garbowski był członkiem Polskiego Towarzystwa Botanicznego, Polskiego Towarzystwa Przyrodników im. Mikołaja Kopernika (w 1948 został członkiem honorowym), Towarzystwa Naukowego w Toruniu (Wydział III Matematyczno-Przyrodniczy), Francuskiego Towarzystwa Mykologicznego, Międzynarodowego Towarzystwa Patologii Roślin i Entomologii Rolniczej. W 1949 powołany został na współpracownika Komisji Nauk Rolniczo-Leśnych Polskiej Akademii Umiejętności, a rok później na członka zwyczajnego Towarzystwa Naukowego Warszawskiego. W 1937 odznaczony Złotym Krzyżem Zasługi, otrzymał także złote medale Włoskiej Akademii Nauk Rolniczych oraz Międzynarodowego Instytutu Rolniczego (1927).
W czasie kilkuletniego pobytu w Symferopolu był inicjatorem powołania Domu Polskiego. Znany był także jako poeta, w 1904 ogłosił poemat o życiu i stosunkach panujących w Dublanach Sławna dziura w kraju. Interesował się antyczną literaturą grecką i rzymską, a także historią i językiem Kaszubów. W 1907, w czasie studiów monachijskich, poznał i zaprzyjaźnił się ze Stanisławem Przybyszewskim. W Monachium poznał również swoją przyszłą żonę, włoską studentkę konserwatorium Adelę Borri; związek małżeński zawarli 11 października 1908. Mieli trzy córki: Aleksandrę Garbowską (1909–1997), Wandę Stefanię De Castellaz z d. Garbowska (1912–1993) oraz Romanę Marię Zgorzałek z d. Garbowska (1922–2001). 
Ludwik Garbowski zmarł 11 czerwca 1954 w Bydgoszczy i pochowany został na cmentarzu parafialnym na Bielawkach.

## Ważniejsze publikacje
Zainteresowania naukowe Garbowskiego obejmowały metody zwalczania chorób i szkodników roślin, nasiennictwo rolnicze, choroby grzybicze, wirusowe i bakteryjne roślin. Z jego inicjatywy powstał pierwszy w Polsce ogólnokrajowy rejestr chorób i szkodników roślin. 
Ogłosił około 90 prac, w tym książki Ocena nasion u nas i zagranicą (1920), Choroby roślin rolniczych (1925), Choroby wirusowe ziemniaków (1938) oraz wydany pośmiertnie podręcznik Zarys fitopatologii ogólnej (1964). Przeprowadził analizę strat poniesionych w Galicji zachodniej skutek chorób ziemniaka, zbóż, marchwi i kapusty (Choroby roślin gospodarskich w Galicyi zachodniej w próbach z odmianami w latach 1908 i 1909, 1911). Opracował normy wartości nasion siewnych (Kwestya nasienna w r.b., 1915). Z P. Leszczenką opracował metodę zwalczania mączniaka agrestowego – przez opryskiwanie krzewów roztworem arseninu sodowego z dodatkiem sody i siarki. Prowadził pionierskie w Polsce badania fitopatologiczne nad chwaścikiem buraczanym. Badał takie choroby, jak zgorzel podstawy źdźbła u pszenicy, rak malin, rak ziemniaka, opracowując metody ich zwalczania. Po wojnie ogłosił m.in. pracę na temat genetycznego rozszczepiania pszenicy odmian Trotzkopf pod wpływem porażenia przez śnieć i pod wpływem wapna. Z prac przeglądowych Garbowskiego wymienić można Współczesny stan badań nad rdzami zbożowymi (1932), Ochrona roślin i jej potrzeby w Polsce (1927), Fitopatologia i ochrona roślin w Polsce (1938).
Szereg artykułów opublikował na łamach „Gazety Rolniczej” i „Przeglądu Doświadczalnictwa Rolniczego”. Wchodził w skład komitetów redakcyjnych m.in. „Roczników Nauk Rolniczych”, kwartalnika „Choroby i Szkodniki”, „Doświadczalnictwa Rolniczego”, „Pamiętnika Państwowego Instytutu Naukowego Gospodarstwa Wiejskiego”.
Był również encyklopedystą, edytorem Praktycznej encyklopedii gospodarstwa wiejskiego. Napisał w ramach tego cyklu encyklopedycznego tom nr 5, Choroby roślin: powstawanie, objawy, zwalczanie .